# Tomorrow (album de Mari Hamada)
Pour les articles homonymes, voir Tomorrow.
Albums de Mari Hamada
Colors
(21 sept. 1990) Anti-Heroine
(20 mars 1993)
Singles
1. Paradox
Sortie : 10 octobre 1991
2. Tele-Control
Sortie : 5 février 1992

Tomorrow (en capitales : TOMORROW) est le 11e album original de Mari Hamada.

## Présentation
L'album sort le 19 octobre 1991 au Japon sur le label MCA Victor de MCA Records, un an après le précédent album original de la chanteuse, Colors (sorti comme les précédents sur le label Invitation de Victor Entertainment). Il atteint la 2e place du classement des ventes de l'Oricon, et reste classé pendant 20 semaines. Bien que n'atteignant pas cette fois la première place, il restera son album le plus vendu. De même que ses autres albums, il est ré-édité le 15 janvier 2014 au format SHM-CD à l'occasion de ses 30 ans de carrière.
C'est le cinquième album de Mari Hamada à être enregistré aux États-Unis, produit comme les trois précédents par Greg Edward, avec des musiciens américains dont le guitariste Michael Landau. Il contient douze chansons de genre plutôt pop-rock, dont seulement trois entièrement en anglais (Easy-Going, Love'n'Music, et More Than Ever) ; presque toutes sont écrites par la chanteuse avec ses compositeurs japonais habituels.
Deux d'entre elles étaient déjà parues sur son 13e single, Paradox (avec la chanson Missing en "face B"), sorti une semaine plus tôt le 10 octobre. Deux autres paraitront également sur le single suivant, Tele-Control (avec Rainy Blue en "face B"), qui sort quatre mois après l'album, le 5 février 1992.
Trois chansons de l'album seront ré-écrites en anglais et renommées pour figurer sur son premier album international Introducing... de 1993 : Paradox (renommée Color Blind), More Than Ever (sous-titrée For Such A Long Time ), et Tomorrow (renommée Til Tomorrow). Quelques autres titres de l'album Tomorrow y figureront aussi tels quels, de même que sur le second, All My Heart de 1994.

## Liste des titres
Toutes les paroles sont écrites par Mari Hamada ; toutes les musiques sont co-arrangées par Mari Hamada.
| CD    | CD              | CD                                                                | CD    | CD | CD | CD | CD | CD | CD |
| No    | Titre           | Musique / Co-arrangements                                         | Durée |    |    |    |    |    |    |
| ----- | --------------- | ----------------------------------------------------------------- | ----- | -- | -- | -- | -- | -- | -- |
| 1.    | Tele-Control    | Hiroyuki Ohtsuki                                                  | 4:39  |    |    |    |    |    |    |
| 2.    | Easy-Going      | Hiroyuki Ohtsuki                                                  | 5:16  |    |    |    |    |    |    |
| 3.    | Love Ain't Easy | Hiroyuki Ohtsuki                                                  | 4:39  |    |    |    |    |    |    |
| 4.    | Rainy Blue      | Mari Hamada, Hiroyuki Ohtsuki                                     | 4:52  |    |    |    |    |    |    |
| 5.    | Paradox         | Takashi Masuzaki                                                  | 5:14  |    |    |    |    |    |    |
| 6.    | Missing         | Mari Hamada, Hiroyuki Ohtsuki                                     | 3:07  |    |    |    |    |    |    |
| 7.    | One Kiss        | Hiroyuki Ohtsuki                                                  | 4:15  |    |    |    |    |    |    |
| 8.    | Selfish         | Haward Killy                                                      | 3:37  |    |    |    |    |    |    |
| 9.    | Love'n'Music    | Katsumi Yamaura / Takanobu Masuda, Yamaura, Masuzaki, Greg Edward | 4:38  |    |    |    |    |    |    |
| 10.   | More Than Ever  | M. Hamada, K. Yamaura, T. Masuda / Ohtsuki, Edward, Randy Kerber  | 5:10  |    |    |    |    |    |    |
| 11.   | Precious Summer | Tetsuro Oda / Masuzaki, Masuda, Ohtsuki, Edward, Kerber           | 3:51  |    |    |    |    |    |    |
| 12.   | Tomorrow        | Hiroyuki Ohtsuki                                                  | 6:08  |    |    |    |    |    |    |
| 55:31 |                 |                                                                   |       |    |    |    |    |    |    |

## Musiciens
- Guitares : Michael Landau (invités : Tim Pierce, Steve Lukather)
- Basse : John Pierce
- Batterie : John Keane
- Claviers : Randy Kerber (invité : Robbie Buchanan)
- Percussions : Efrain Toro
- Chœurs : Rick Palombi, Seth Marsh, Bernadette Barlow, Natisse Bambi Jones